# زاده مه: سایه خویشتن
مه زاد: سایه خویشتن (انگلیسی: Mistborn: Shadows of Self) رمانی اثر نویسندهٔ آمریکایی براندون ساندرسون در شیوهٔ خیال‌پردازی حماسی است که تور بوکز آن را در ۶ اکتبر ۲۰۱۵ منتشر کرد. این کتاب دومین اثر در دوران دوم سری مه زاد و مجموعهٔ وکس و وین (در کل پنجمین کتاب در سری مه زاد است.